# Ted Allsopp
Ted Allsopp (eigentlich Edward James Allsopp; * 15. August 1926 in Edenhope, West Wimmera Shire; † 18. Januar 2024) war ein australischer Geher.
Bei den Olympischen Spielen 1956 in Melbourne wurde er im 20-km-Gehen Zehnter. Im 50-km-Gehen wurde er disqualifiziert.
1964 kam er bei den Olympischen Spielen in Tokio im 50-km-Gehen auf den 17. Platz.

## Persönliche Bestzeiten
- 20-km-Gehen (Bahn): 1:33:25 h, 1954
- 50-km-Gehen: 4:20:00 h, 24. September 1966, Melbourne